# 羽叶扁芒菊
羽叶扁芒菊（学名：Allardia tomentosa）为菊科扁芒菊属的植物。分布在巴基斯坦、印度、阿富汗、俄罗斯以及中国大陆的西藏等地，生长于海拔4,200米至5,200米的地区，多生长在碎石山坡，目前尚未由人工引种栽培。